# Медина Суса
Медина города Сус — архитектурный комплекс средневековой части (медины) тунисского города Суса, возведённый Аглабидами в VIII—IX веках на берегу Средиземного моря для защиты сусского порта и существенно укреплённый в период османского господства. Хорошо сохранившийся до наших дней крепостной комплекс сусской медины в 1988 году был включён в список объектов всемирного наследия ЮНЕСКО.

## История медины

### Медина в аглабидский период
Начало сусской медине было положено в 780 или 786 году, когда арабами-мусульманами на возвышении над бухтой был заложен квадратный в плане рибат с двухэтажными помещениями, сохранившийся до нашего времени. Строительство рибата было завершено в 796 году. Сусский рибат представлял собой укрепленный монастырь, являвшийся одним из элементов мусульманской оборонительной системы, защищавшей береговую линию Ифрикии от византийского флота. Здесь несли службу мусульманские воины-мурабиты, в усиленных молитвах проводившие время между битвами. Вокруг рибата вскоре вырос собственно город, получивший арабское название Сус. Новый город не имел ещё городских стен, поэтому рибат служил его жителям единственным укреплением на случай опасности. В 821 году аглабидский амир Зиядет-Аллах I пристроил к рибату квадратную крепостную башню, поддерживающую круглую дозорную башню. При нём сусская бухта, защищаемая рибатом, превратилась в военный порт, из которого в 827 году Аглабиды предприняли морской поход для завоевания Сицилии. Создание мощного мусульманского флота и рост торгового оборота с Сицилией обусловили дальнейшее процветание и архитектурное развитие Старого Суса. Между 838 и 841 годами была возведена мечеть Бу-Фтата, а в 844 году — первая касба города.
В 851 году аглабидский амир Абу-ль-Аббас Мухаммед I лично заложил в Сусе Большую мечеть, по виду больше напоминавшую крепость. Моделью для сусской мечети послужила мечеть Сиди-Окба в Кайруане. В 859 году по приказу амира Ахмеда ибн Мухаммеда вокруг разросшегося до размеров 32 га города была построена мощная каменная городская стена с восемью воротами, а в самой высокой точке города возведена неприступная цитадель — касба, доминантой которой стала башня Аль-Халеф, использовавшаяся в качестве сигнальной башни («манара»). О времени завершения строительства свидетельствует соответствующая куфическая надпись на южной стене медины. После возведения городских стен и касбы сусский рибат утерял значение крепости и мурабиты сосредоточились на ревностном исполнении его религиозной функции, сохранив рибат в качестве духовного центра города.

### Медина под властью Фатимидов, Зиридов и Хафсидов
С приходом к власти в Магрибе династии Фатимидов значение Сусского порта снизилось, что вскоре отразилось на благосостоянии города. Связано это было, прежде всего, с тем, что основатель фатимидского государства халиф Убайдаллах аль-Махди в 916 году основал невдалеке от Суса новый город-порт Махдия, который сделал своей столицей. При Фатимидах однако в X—XI веках была расширена и перестроена Большая мечеть Суса. Ситуация для города начала улучшаться в XI веке, когда Сус находился под властью династии Зиридов, украсивших медину многими живописными зданиями. Именно Зиридами были возведены мечети Эддаму и Сиди-Али аль-Аммар, величественное здание под названием аль-Кобба («купол»), каменная цистерна Софра. Однако поступательное развитие города было несколько нарушено захватом его сицилийскими норманнами в XII веке, которые владели Сусом следующие 11 лет.
В период правления Хафсидов продолжалось архитектурное развитие медины. Одно из жилых зданий времён Аглабидов, расположенное рядом с мечетью Эддаму, было перестроено в медресе, названное Эззакак. Позднее в медресе был сооружён молельный зал с оригинальным куполом.

### Медина в Новое время
После захвата Махдии испанцами в 1554 году значение гавани Суса вновь возросло, однако город уже никогда не смог вернуть себе былую экономическую мощь и военно-политическую значимость. Захватившие Тунис в конце XVI века турки-османы значительно усилили обороноспособность городских стен и валов, возведя по всему периметру медины квадратные в плане сторожевые башни, самая большая из которых получила имя Борж-Рашид. Некоторые башни были оснащены артиллерийскими орудиями. К этому же веку относится возведение в медине мавзолея особо почитаемого мурабита Сиди-Бурауи, признанного после своей смерти святым покровителем города Суса.
В XVII веке была перестроена Большая мечеть, в результате чего она приобрела свой нынешний облик. Тогда же к зданию медресе Эззакак был пристроен октагональный минарет, сохранившийся до наших времён.
В 1895 году на вершине башни Аль-Халеф был установлен прожектор, в результате чего башня превратилась в маяк.

### Новейшая история медины
Незначительная часть крепостных стен медины пострадала во время воздушных налётов 1942—1943 годов. В 1943 году были разрушены монументальные городские ворота Баб аль-Бахр рядом с побережьем и в непосредственной близости с Большой мечетью. Через эти ворота осуществлялся вход в медину со стороны гавани.
В 1950—1960-е годы была проведена полная реконструкция рибата. В 1988 году сусская медина была включена в список объектов всемирного наследия ЮНЕСКО.

## Описание
Медина Суса имеет в плане форму вытянутого с севера на юг прямоугольника, в юго-западном углу которого возвышается городская цитадель — касба с башней Аль-Халеф, господствующей над всей мединой, в северо-восточном углу стоит рибат с высокой дозорной башней, в восточной части, рядом с сусским портом, располагается Большая мечеть Суса. Городские стены вокруг медины с квадратными крепостными башнями, увенчанные округлыми зубцами, хорошо сохранились до наших дней. Они были полностью сделаны из камня римских и византийских построек, имеют толщину 2,10 метра и общую протяжённость 2 250 метров. Городские стены первоначально имели восемь ворот, из которых сохранились только двое — Кайруанские ворота на юге и ворота Баб-эль-Гарби на западе.

### Рибат
Старейшим зданием медины является рибат, который представляет собой квадратное в плане укреплённое здание с полукруглыми башнями и дозорной башней, с которой открывается вид на всю медину. Это самый древний исламский памятник медины и всего Суса. Возведённый в конце VIII века в качестве места несения военной службы, а также проживания и осуществления молитвы и медитации воинов-мурабитов, рибат изначально выполнял двойную функцию — оборонительную и религиозную. Именно он в 827 году служил военной базой при аглабидском завоевании Сицилии. Рибат был полностью построен из материалов, взятых на развалинах римских строений. Особый интерес представляет оригинальный вход рибата, украшенный портиком с римскими колоннами, капителями и карнизами, сам портик имеет стрельчатый свод. Интерьер рибата состоит из караульных и молитвенных помещений, а также крошечных мурабитских келий. В южной части первого этажа находится заброшенный молельный зал, который некоторые исследователи считают самой старой мечетью Африки. Купол этой мечети, нависающий над входом, является старейшим в Тунисе. Вся архитектурная композиция рибата, как в интерьере, так и с внешней стороны, производит поразительное впечатление гармонии, равновесия и простоты одновременно.

### Большая мечеть
Прямоугольная в плане Большая мечеть Суса находится у самой гавани в северо-восточной части медины, буквально в нескольких метрах от рибата. Мечеть имеет толстые зубчатые каменные стены с двумя круглыми сторожевыми башнями со стороны гавани. Массивный и строгий вид мечети больше напоминает касбу, в качестве которой она часто служила для защиты внутреннего порта. У мечети отсутствует минарет, роль которого на протяжении веков исполняла возвышающаяся неподалёку дозорная башня рибата. Просторный внутренний двор мечети с трех сторон окружён портиками с аркадами. Верхушка галерей двора увенчана изящным фризом, содержащим каллиграфические надписи с именами основателя и архитектора Большой мечети. Молельный зал мечети, богато украшенный античными колоннами и капителями, увенчан двумя куполами, орнаментированными кокильным литьём. Орнамент куполов считается старейшим примером декоративной мусульманской скульптуры в Сусе. Архитектурный стиль ансамбля мечети гармонично сочетает в себе строгость и богатство.

### Касба
Старейшей частью мощной городской цитадели (касбы) является расположенная в высочайшей точке медины величественная башня Аль-Халеф, с которой открывается панорамный вид на весь старый город. Башню воздвиг аглабидский архитектор Халеф Аль Фата, имя которого она носит до сих пор. Сужающееся кверху строение башни имеет собственную высоту 30 метров, возвышаясь до 70-ти метров над уровнем моря. Эта высота позволяла башне успешно контролировать береговую линию и окрестности медины. На вершине башни установлен прожектор с дальностью света 40 км. Другие здания и сооружения касбы гораздо моложе башни. В настоящее время в касбе располагается Археологический музей Суса, окружённый с двух сторон садами, в котором хранится вторая по величине после музея Бардо коллекция тунисской мозаики.

### Другие архитектурные объекты
Медина буквально наполнена оригинальными старинными зданиями, придающими ей неповторимый колорит средневекового мусульманского города. Кроме Большой мечети в медине располагаются ещё несколько молельных домов, среди которых мечети Сиди-Али аль-Аммар, Бу-Фтата, Эддаму и другие. Бу-Фтата расположена в сотне метров от южных ворот медины и представляет собой небольшое молельное помещение, строгое и живописное одновременно. Фасад мечети украшен старинным рельефом с куфическими надписями. Над мечетью возвышается изящный минарет, возведённый турками-османами в XVIII веке.
Рядом с северным входом в медину расположена примыкающая к крепостной стене крошечная мечеть Эддаму, опирающаяся на небольшой сводчатый проход. Молельный зал этого живописного оратория покрыт цилиндрическими сводами и датируется XI веком. В нескольких шагах от мечети находится изящное здание медресе Эззакак с оригинальным куполом, заложенное в эпоху Аглабидов и неоднократно перестраивавшееся на протяжении последующих веков. Над медресе возвышается возведённый турками-османами в XVIII веке грациозный октагональный минарет, фасад которого декорирован тонкой керамикой. В юго-западном направлении от минарета располагается мавзолей Сиди-Бурауи XVI века, в котором святой покровитель Суса покоится в деревянном катафалке. Внутренний двор мавзолея украшен боковыми галереями и примечательным резным фасадом османского периода. Здесь же находится отдельная молельня. Мавзолей Сиди-Бурауи является местом постоянного паломничества местных жителей, приходящих за благословением этого святого, особенно в праздничные дни.
В центре медины, в самом сердце крытого рыночного маршрута, возвышается оригинальный архитектурный ансамбль аль-Кобба («Купол»). Старейшая его часть, датируемая XI веком, начинается на уровне подвала и венчается действительно превосходным куполом. Здание во многом обязано своей известностью именно этому куполу, который плиссирован зигзагами и является уникальным для всего Туниса. К старинному строению с куполом примыкает здание XVIII века, называемое «караван-сараем французов», в котором располагается городской музей народных искусств и традиций Суса. Южнее музея аль-Кобба, на улице аль-Марр находится небольшая мечеть Сиди-Али аль-Аммар XI века. Молельный зал и фасад мечети украшены нишами, арками и разноцветными рельефными розетками. Западнее от мечети, в непосредственной близости от крытого торгового маршрута, находится старинный подземный резервуар Софра ёмкостью 3000 м². Арочные своды резервуара покоятся на массивных квадратных колоннах, восходящих к византийской эпохе, однако само строение резервуара было возведено (или восстановлено) в XI веке. Резервуар использовался для снабжения жителей медины питьевой водой вплоть до XX века.